# Свети Никита (Баняне)
„Свети Никита“ (на македонска литературна норма: „Свети Никита“) е средновековна православна манастирска църква в скопското село Баняне, Северна Македония. Част е от Скопската епархия на Македонската православна църква – Охридска архиепископия.
Църквата е изградена върху старо култово място. Тя е задушбина на сръбския крал Стефан II Милутин, изградена в 1307/8 година. В същата година близо до нея Стефан Милутин изгражда и параклис „Свети Йоан Предтеча“, който в края на XVII век е цялостно разрушен. „Свети Никита“ претърпява множество поправки и дограждания. Зидана е от камък и тухла във форма на вписан кръст в правоъгълна основа, над чийто средищен дял се издига купол, издигнат на пандантифи и на четири четвъртити стълба. На фасадата ѝ има слепи аркади, изпълнени с най-различни геометрични орнаменти. Най-впечатляващи са декоративните елементи в олтарната апсида.

## Живопис
Живописта е от времето на изграждане на църквата, като само в купола е от XIX век. Запазен е и един фрагмент от живописта на по-старата църква, на чиито темели е била изградена съвременната. Живописта е поделена в три хоризонтални зони. В надпис на Тироновия щит в първата зона от фреските на южния зид са изписани имената на авторите на фреските – известните зографи Михаил и Евтихий. На фреските в първата зона, анфас са изобразени фигури на много светци в цял раст. Втората зона е с композиции с Христовите чудеса, а фреските от третата зона представят Христовите страдания. Освен гръцкия надпис има и църковнославянски.
Част от стенописите са от 1483/1484 година, дело на водещото ателие на Костурската художествена школа от този период, към чиито произведения се включват стенописите в „Свети Николай Евпраксиин“ в Костур, в католикона на манастира „Преображение Господне“, Метеора (1483), част от живописта в католикона „Успение Богородично“ на манастира Трескавец (1483/1484), както и фрагментите в църквата „Св. св. Петър и Павел“ в Либаново (1485) и тези от разрушената църква „Свети Спиридон“ в Костур (края на XV век).

## Творби на Дичо Зограф
В края на 1846 г. и началото на 1847 г. Дичо Зограф работи иконите за целия иконостас и стенописите в купола и наоса на манастирската църква. За иконостаса прави престолните икони „Исус Христос Вседържител“, „Богородица с Христос“ и двете подписани и датирани 20 декември 1846 г.; „Свети Йоан Предтеча“, „Свети Никита“, подписана и датирана 15 февруари 1847 г.; Архангел Михаил, неподписана, но с имената на ктиторите и датирана 1847; „Коронясване на Богородица“, също недописана, но очевидно Дичово дело. Иконата на свети Георги и свети Димитър, подписана от Дичо и датирана 13 април 1856 година, подпряна на долната част на иконостаса, вероятно е от иконостаса от църквата „Света Троица“ в село Чучер. Дичо в църквата „Свети Никита“ изработва и царските двери, апостолските икони, като например иконата на апостол Яков, празничните икони, сред които и „Отсичане на главата на свети Йоан Кръстител“, кръста над иконостаса и малката икона „Богородица с Христос и светци“. Дичо изписва наново Божествената литургия с Исус Вседържител в темето на купола на наоса, запазвайки инкарната и линията на формите на по-старите майстори. Композицията се атрибутира на Дичо Зограф по стилистичните характеристики и след сравнение с останалите примери на „Божествена литургия“, изписани от Дичо за други църкви. В нишата на южната фасада, вляво от входа на църквата са запазени повредени части от Дичови стенописи на патрона на храма свети Никола на кон.
- Творби на Дичо Зограф, 1846 – 1847 г.
- „Свети Никита“, подписана и датирана 15 февруари 1847 г.
- „Архангел Михаил“, неподписана, с имената на ктиторите и датирана 1847 г.
- „Коронясване на Богородица“ недописана
- „Свети Георги и свети Димитър“, подписана и датирана 13 април 1856 г.
- „Свети Яков“
- „Отсичане на главата на Йоан Кръстител“
- „Богородица с Христос и светци“